# Dyschirius intermedius
Dyschirius intermedius – gatunek chrząszcza z rodziny biegaczowatych i podrodziny grzebielników.

## Taksonomia
Gatunek opisał po raz pierwszy w 1846 roku Jules A.A.H. Putzeys.

## Morfologia
Chrząszcz o mocno wydłużonym ciele długości od 2,8 do 3,8 mm, z wierzchu ubarwionym metalicznie ciemnobrązowo, rzadziej niebiesko lub czarno. Głowa ma nadustek pozbawiony zęba pośrodku przedniej krawędzi, niepomarszczony, bez ukośnych wcisków, w tyle zaopatrzony w głęboką, poprzeczną bruzdę. Czułki mają człony od pierwszego do drugiego lub trzeciego czerwonobrązowe, a dalsze przyciemnione; brak jest członów pogrubionych. Głaszczki mają przyciemnione człony przedostatnie. Obrzeżenie boków przedplecza wyraźnie sięga ku tyłowi do tylnego chetoporu (punktu szczecinkowego). Pokrywy są smuklejsze niż u D. salinus, dość krótko owalne. Podstawę mają nieobrzeżoną, rzędy wyraźnie wgłębione i dochodzące do ich szczytu; rząd drugi nie jest skrócony przed podstawą. Powierzchnie pokryw mają po jednym chetoporze przypodstawowym, po dwa chetopory zabarkowe, po cztery chetopory dyskalne oraz po dwa chetopory przedwierzchołkowe. Skrzydła tylnej pary są w pełni wykształcone. Odnóża są czerwonobrązowe. Te pierwszej pary są grzebne i mają golenie o małym, ale wyraźnym i ostrym dolnym spośród ząbków krawędzi zewnętrznej.

## Ekologia i występowanie
Owad rozmieszczony od nizin do przedgórzy. Zasiedla nasłonecznione lub częściowo zacienione, strome pobrzeża wód płynących i stojących o gliniastych, piaszczysto-gliniastym lub lessowym podłożu, a także wyrobiska piasku, wilgotne łąki, ogrody i pola uprawne. Żyje w wykopanych w glebie norkach. Poluje na drobne bezkręgowce. Związany jest pokarmowo m.in. z różnymi stadiami rozwojowymi licznych gatunków wściubów.
Gatunek palearktyczny, europejski, znany z Francji, Belgii, Holandii, Niemiec, Szwajcarii, Austrii, Włoch, Danii, Szwecji, Polski, Czech, Słowacji, Węgier, Ukrainy, Mołdawii, Rumunii, Bułgarii, Słowenii, Chorwacji, Bośni i Hercegowiny, Serbii, Czarnogóry, Albanii, Macedonii Północnej, Grecji oraz europejskiej części Rosji.